# Мосі
Мо́сі (моссі, моісі, мосе) — народ гур у Західній Африці.

## Розселення, чисельність, мова й релігія
Мосі проживають у центральних районах Буркіна-Фасо (4 млн осіб), на північному заході Гани (2,1 млн осіб) та Кот-д'Івуарі (0,12 млн осіб), невеликі групи в Малі та Того. Загальна чисельність — 6,3 млн осіб.
Мова мосі — море підгрупи гур нігеро-конголезької групи конго-кордофанської мовної сім’ї.
Частина мосі — мусульмани-суніти; більшість додержується традиційних культів.

## Історія, господарство й суспільство

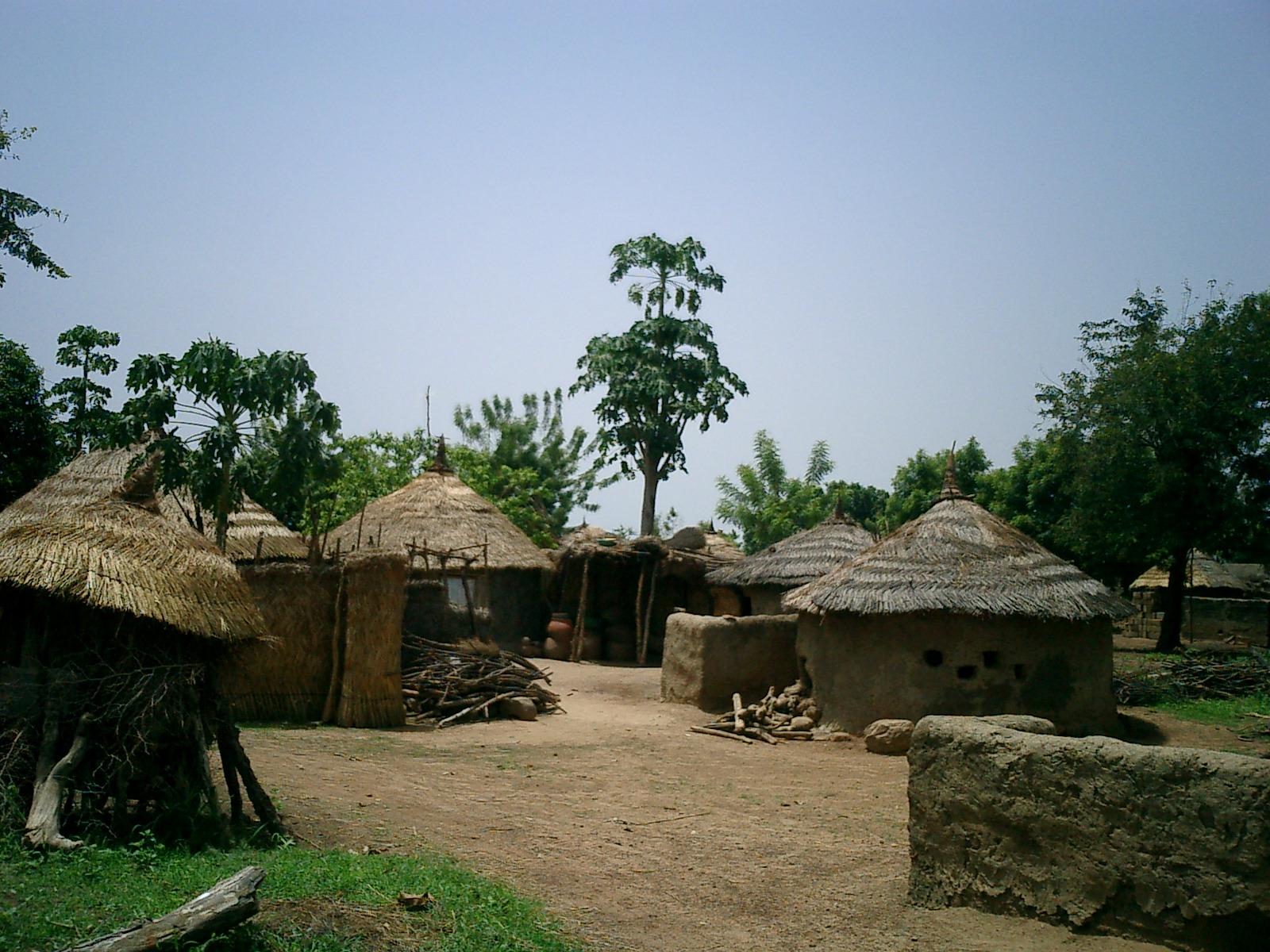
Традиційне селище, Дуртенґа, Буркіна-Фасо

Історично мали ряд державних утворень у період XI—XIX століть. Наприкінці XIX століття були підкорені французькими колонізаторами. Сьогодні мосі — провідна нація Буркіна-Фасо. Ім’ям однієї з субетнічних груп мосі названо столицю країни — місто Уагадугу.
Основні господарські заняття мосі — хліборобство (просо, сорго, кукурудза, арахіс, рис тощо), скотарство, птахівництво (кури та цесарки), риболовство. Хліборобство інтенсивне, з використанням добрив. Поширене відхідництво на какао плантації. Ремесла — лиття металів, виробництво залізних знарядь праці, лозоплетіння.
Соціальна організація мосі — розвинута родоплемінна структура; племена управлялися верховним правителем моронаба.   

## Культура
У мосі переважно компактні поселення. Житла глинобитні, круглі з конічними солом'яними стріхами, обнесені разом з господарськими спорудами тином.
Одяг — у чоловіків довгі бавовняні накидки, у жінок кусні матерії, обернуті навколо стегон. Численні різномантіні головні убори й зачіски.
Основу раціону мосі складають каші, на зразок фуфу. Національна кухня насичена гострими спеціями, велика кількість підлив, паст і соусів. З напоїв — молоко й пальмове вино.
Традиційними для мосі є вірування в надприродні сили (зілі) та магія. Зберігається музичний, танцювальний, пісенний і казковий фольклор.

## Див. Також
- Королівства Мосі